# 海をこえて友よきたれ
- 海をこえて友よきたれ[1][2][3][4]
- 海を越えて友よきたれ[5][6][7]
- 海を越えて友よ来れ[8][9]
- 海を越えて友よ来たれ[10][11][12]
- 海をこえて友よ来れ[13]
- 海をこえて友よ来たれ[14]

「海をこえて友よきたれ」（うみをこえてともよきたれ）は、1963年に発表された東京オリンピックの愛唱歌。日本放送協会（NHK）制定曲。作詞は土井一郎、作曲は飯田三郎、編曲は冨田勲。
1962年に歌詞を公募・選定した。
IOC評価委員会による2020年の東京オリンピックの現地調査の際、安倍晋三首相（当時）がスピーチの途中で熱唱し、話題となった。